# 宮良當壯
宮良 當壯（みやなが まさもり、みやら とうそう、1893年12月1日 - 1964年3月1日）は、沖縄出身の国語学者。常用体の漢字表記で、「宮良 當壮」、「宮良 当壮」とも表記される。

## 経歴
1893年、沖縄県八重山で生まれた。國學院大學文学部で学び、卒業。
卒業後は宮内省図書寮に勤務し、全国の方言を調査・研究した。1943年、日本方言研究所を創設。『琉球文学』を編集発行し、戦後の琉球文学研究に影響を与えた。1964年に死去。

## 研究内容・業績
専門は国語学で、生涯精力的に方言の調査研究を続けた。著作は『宮良當壯全集』(全22巻)としてまとめられている。
八重山日報創刊40周年を記念して宮良當壯賞が創設されている。

## 家族・親族
- 義弟：吉田常吉は幕末史の日本史学者。

## 著作

### 編著書
- 『沖縄の人形芝居』編 郷土研究社(炉辺叢書) 1925
- 『採訪南島語彙稿 第1編』編 郷土研究社 1926
- 『八重山古謡』(1-2) 宮良長包 採譜, 宮良當壯解説, 郷土研究社 1928-1930
- 『八重山語彙』東洋文庫(東洋文庫叢刊) 1930
- 『南島叢考』一誠社 1934
- 『日本の隅々』養徳社 1947
- 『風土と言葉』岩崎書店(民俗民芸双書) 1954

### 著作集
- 『宮良當壯全集』(全22巻) 高崎正秀・仲宗根政善監修、第一書房[5][3]

1. 1巻『日本方言彙編』1:語彙編 加治工真市・宮良安彦編 1982
2. 2巻『日本方言彙編』2：語彙編 加治工真市・宮良安彦編 1984
3. 3巻『日本方言彙編』3：語彙編 1999
4. 4巻『日本方言彙編』4：文例編 當間一郎 編 2001
5. 5巻『日本方言彙編』5：索引(A～J) 加治工真市編 2003
6. 6巻『日本方言彙編』6：索引(K～Z)加治工真市編 2005
7. 7巻『採訪南島語彙稿』1980
8. 8巻『八重山語彙』甲篇 加治工真市編 1980
9. 8巻『八重山語彙』乙篇 加治工真市編 1981
10. 9巻『琉球諸島言語の国語学的研究』1982
11. 10巻『琉球官話集』喜舎場一隆編 1981
12. 11巻『八重山古謡 歌謡論考』宜保栄治郎 編 1980
13. 12巻『沖縄の人形芝居 芸能・文学論考』琉球文学資料篇 1980
14. 13巻『南島叢考 民俗論考』小島瓔礼 編 1981
15. 14巻『日本の隅々 風土と言葉』宜保栄治郎・当間一郎編 1981
16. 15巻『方言・言語論考』1 石垣繁編 1981
17. 16巻『方言・言語論考』2 石垣繁編 1983
18. 17巻『方言・言語論考』3 新城安善編 1982
19. 18巻『日本方言叢書 八重山諸島物語 琉球文学選』1983
20. 19巻『小論 雑纂 書評』（未刊）
21. 20巻『日記抄』宮良当章編 1984
22. 21巻『日記抄 風雪（自叙伝） 家譜』1988
23. 22巻『書簡 年譜 著作目録 索引』（未刊）